# Su Yung
 (juillet 2021).
Vannarah Riggs (née le 30 juin 1989 à Seattle) plus connue sous les noms de ring de Su Yung et de Susie est une catcheuse (lutteuse professionnelle) américaine. Elle travaille actuellement à l'Impact ! Wrestling.
Elle commence sa carrière de catcheuse dans diverses fédérations de catch féminin avant de rejoindre la World Wrestling Entertainment (WWE) en 2010. Elle lutte essentiellement à la Florida Championship Wrestling jusqu'à son renvoi en août 2011.
Elle retourne lutter dans diverses fédérations notamment la Shimmer Women Athletes et la Shine Wrestling et rejoint l'Impact ! Wrestling en 2018. Dans cette fédération, elle remporte une fois le championnat des Knockout de l'Impact.

## Carrière de catcheuse

### Circuit indépendant (2008-...)
Riggs s'entraîne pour devenir catcheuse à l'école de catch de la Memphis Wrestling auprès de Bill Dundee (en) et Kevin White. Elle débute en 2008 à la Magnificent Ladies of Wrestling, une fédération de catch féminin du Tennessee sous le nom de Su Yung.

### World Wrestling Entertainment (2010-2011)
En mai 2010, Riggs signe un contrat avec la World Wrestling Entertainment (WWE) et rejoint la Florida Championship Wrestling (FCW) pour poursuivre son apprentissage. Le 18 septembre 2010, elle fait ses débuts à la FCW sous le nom de ring de Vannah en rejoignant la table des commentateurs avec Matt Martlaro. Le mois suivant, elle change son nom de ring pour celui de Sonia. 
Le 10 décembre 2010, elle dispute son premier combat, perdant contre AJ Lee. Le 9 juin 2011 au cours des enregistrements de FCW TV du 17 juillet, elle perd avec Audrey Marie contre Aksana et AJ Lee. La WWE met fin à son contrat le 9 août. Dans une interview en 2017, Riggs déclare qu'elle est à l'époque pas prête pour lutter à la FCW.

### Shine Wrestling (2012–...)
Su débute à la Shine Wrestling avec Tracy Taylor elle forme The West Coast Connection le 20 juillet 2012. Ce jour-là, le duo perdit un match contre Made In Sin (Allysin Kay et Taylor Made) lors de SHINE 1. Un mois plus tard lors de SHINE 2, Su remporte son premier match à la SHINE en battant Kimberly. Lors de SHINE 3, Su et Tracy battent Gabby Gilbert & Luscious Latasha. Su continue sa série de victoires en battant Rhia O'Reilly et Josie, mais elle fut finalement battue à SHINE 6 par Ivelisse le 11 juin 2013
Lors de SHINE 7 le 22 février, Su perd avec Tracy & Mia Yim contre Valkyrie & April Hunter. Un mois plus tard, Su bat Brittney Savage par soumission avec son Yellow Fever.
Lors de SHINE 9, Su perd contre Saraya Knight au cours d'un SHINE Championship Tournament qualifying match. Lors du tournoi à SHINE 11 le 12 juillet, Su perd contre LuFisto au cours d'un four-way qualifying match qui incluait aussi Nikki Roxx et Mercedes Martinez.
Lors de SHINE 12 le 23 août, Su et Tracy Taylor perdent contre Nikki Roxx et Solo Darling. Lors de SHINE 13, Su bat La Rosa Negra, Taeler Hendrix et Xandra Bale dans un four way match. Su combattu contre Solo Darling dans des back-to-back Shine events, perdant à 14 et gagnant à 15. Lors de SHINE 16 le 24 janvier 2014, Su perd contre Mercedes Martinez.
Lors de SHINE 17 le 28 février, Su et Tracy Taylor perdent contre Made In Sin en quart de finals du SHINE Tag Team Championship Tournament.

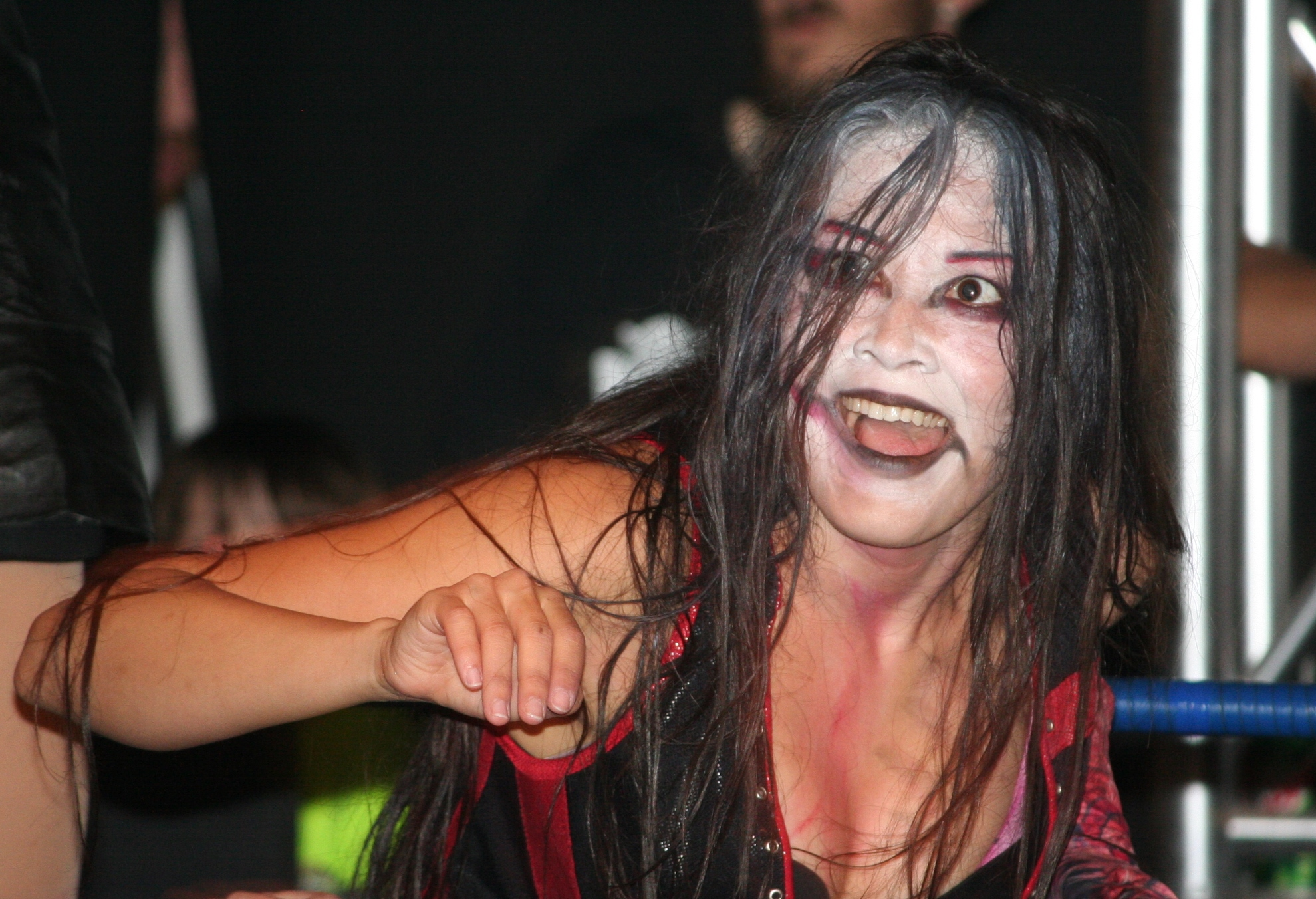
Su Yung en 2015.

Le 18 avril lors de SHINE 18, Su bat Rhia O'Reilly par soumission et se fait attaquer par Saraya Knight après le match. Plus tard, Su effectue un heel turn en s'alliant avec Valkyrie et en attaquent Ivelisse dans le ring, et plus tard en attaquant sa partenaire par équipe Tracy Taylor, mettant fin à The West Coast Connection. Lors de SHINE 21 le 22 août, Su perd contre Nevaeh dans un #1 Contender's four way match qui incluait aussi Amazing Kong et Leah Von Dutch. Lors de SHINE 22  le 10 octobre, Su bat Amanda Rodriguez par soumission.

### Queens of Combat (2015-...)
Le 14 mars 2015, elle fait ses débuts à la Queens of Combat en perdant un Four Way match contre Sassy Stephie, impliquant aussi Taeler Hendrix et Leva Bates. Le 13 juin lors de Queens of Combat 5, elle bat Solo Darling.
Le 6 août 2016, elle remporte un Falls Count Anywhere en battant Malia Hosaka.

#### QOC Championship (2016-...)
Le 27 novembre, elle bat Taeler Hendrix et remporte le QOC Championship.
Le 18 février 2017, elle bat Kennadi Brink et conserve son titre. Le 26 novembre lors de Queens of Combat Super Show, elle conserve son titre en battant Mickie Knuckles, Samantha Heights.
Le 19 mai 2018, elle bat Kimber Lee et conserve son titre.

### TNA/Impact Wrestling (2015, 2018–...)

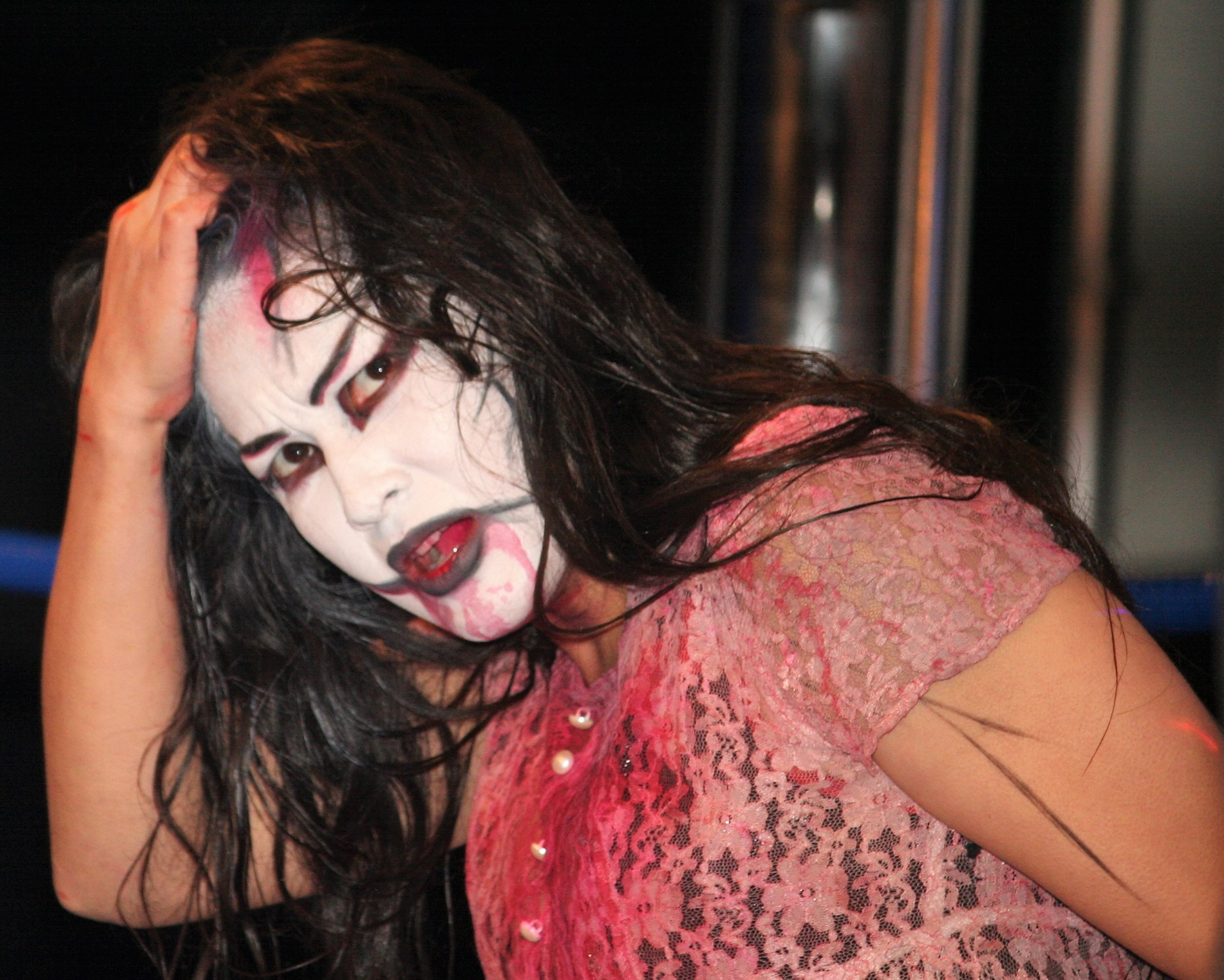
Su Yung en 2017

Yung fait ses débuts à la Total Nonstop Action Wrestling lors de One Night Only: Knockouts Knockdown 2015, en perdant contre Taryn Terrell.
Yung fait son retour à Impact Wrestling lors de l'épisode du 22 mars en attaquant Allie lorsque Braxton Sutter lui fit sa demande en mariage, elle s'établit seule en tant que heel. Yung laissa par la suite Sutter l'accompagner au cours de ses matchs.  Le 22 avril lors de Redemption, Yung perd contre Allie pour le Impact Knockouts Championship. Après la défaite de Yung, Sutter lui fit une demande en mariage mais Yung l'attaqua mettant fin à leur relation.
Lors de l'épisode de Impact! du 26 avril, Yung attaque Allie, jusqu'à ce que Rosemary vienne à son secours. Ce segment démarra une rivalité entre Rosemary et Yung, qui mena à un match entre elles le 3 mai qui se termina en bagarre avant même le début du match. Allie essaya d'aider Rosemary, cependant, le groupe de Undead Bridesmaids de Yung força Allie à regarder Yung attaquer et enfermer Rosemary dans un cercueil avant d'y mettre le feu. 

#### Knockouts Championship et alliance avec Allie (2018-2019)
Le 31 mai à Impact! Under Pressure special, Yung réussie à battre Allie au cours d'un last rites match et à remporter le Impact Knockout Championship. Lors de Impact Wrestling One Night Only: Zero Fear diffusé le 15 juin 2018, Yung remporta sa première défense de titre en battant Katarina. 
Le 22 juillet lors de Slammiversary XVI, Yung conserva son titre en battant Madison Rayne. Le 31 août à Impact! ReDefined special, Yung perd son titre contre Tessa Blanchard, au cours d'un three–way match tincluant également Allie. Le 6 septembre à Impact!, Yung perd son match revanche contre Blanchard pour le Impact Knockouts Championship. Après le match, Yung attaqua Blanchard et tenta de l'enfermer dans un cercueil, jusqu'à ce que Allie et Kiera Hogan viennent secourir Blanchard et attaquer Yung.
Le 27 septembre à Impact, Su Yung & sa Undead Maid of Honor perdent contre Kiera Hogan & Allie. Le 4 octobre à Impact, elle bat Kiera Hogan et l'enferme ensuite dans un cercueil. Le 25 octobre à Impact, elle bat Kiera Hogan.
Le 15 novembre à Impact, Su Yung bat Heather Monroe par soumission. Après le match, elle continue de l'attaquer mais sera repoussée par Kiera Hogan. Allie rejoindra Hogan permettant à Yung d'attaquer Hogan. Allie s'allie donc à Yung effectuant un Heel-Turn. Le 6 décembre à Impact, Allie bat Heather Monroe. Après le match, Allie et Su Yung attaquent Kiera Hogan qui était venue au secours de Monroe.
Le 6 janvier 2019 lors de Impact Wrestling Homecoming, Yung et Allie battent Kiera Hogan et Jordynne Grace. Après le match, Yung tente d'enfermer Hogan dans un cercueil mais elle fut repoussée par Rosemary qui faisait son retour. Le 1er février à Impact, Yung & Allie perdent contre Jordynne Grace & Kiera Hogan à la suite d'une distraction de la part de Rosemary.
Le 8 mars à Impact, Su Yung, Allie et une Undead Bridesmaid perdent contre Rosemary, Kiera Hogan et Jordynne Grace

## Vie personnelle
Elle est mariée au catcheur Rich Swann depuis mars 2017, ils travaillent ensemble au sein de la fédération Impact Wrestling.

## Palmarès
- Anarchy Championship Wrestling
  - ACW American Joshi Championship (2 fois)
- FEST Wrestling
  - FEST Wrestling Championship (1 fois)
- Girl Fight
  - Girl Fight Championship (1 fois)
- Impact Wrestling
  - Impact Knockouts Championship (2 fois, actuelle)
- Independent Championship Wrestling
  - ICW Women's Championship (1 fois)
- Kaiju Big Battel
  - Kaiju Double Danger Tandem Championship (1 fois) - avec Hell Monkey
- Magnificent Ladies of Wrestling (MLW)
  - MLW Championship (1 fois)
- Pro Wrestling 2.0
  - PW2.0 Women's Championship (1 fois)
- Pro Wrestling Illustrated
  - Classée No. 36 du top 50 des catcheuses du PWI Female 50 en 2016
- Queens Of Combat
  - Queens of Combat Championship (1 fois, actuelle)
- Women Superstars Uncensored
  - WSU Spirit Championship (1 fois)
  - WSU King and Queen of the Ring (2017) – avec Blackwater

## Récompenses des magazines
- Pro Wrestling Illustrated

| Année | 2014 | 2015        | 2016 | 2017        | 2018 | 2019 | 2020 | 2021 | 2022 à 2023 | 2024 |
| ----- | ---- | ----------- | ---- | ----------- | ---- | ---- | ---- | ---- | ----------- | ---- |
| Rang  | 27   | Non classée | 36   | Non classée | 13   | 31   | 44   | 33   | Non classée | 160  |